# NGC 6760
NGC 6760 (другое обозначение — GCL 109) — шаровое скопление в созвездии Орёл.
Этот объект входит в число перечисленных в оригинальной редакции «Нового общего каталога».